# Ретроспленальная кора
Ретроспленальная кора — это области коры головного мозга, включающая в себя (у человека) 26, 29 и 30 поля по Бродману. Такое название область получила из-за своего анатомического расположения у приматов — сразу за валиком мозолистого тела, хотя у грызунов она расположена ближе к поверхности мозга и имеет бо́льшие относительные размеры. Её функция на данный момент не до конца понятна, но её расположение вблизи зрительных областей, а также гиппокампальной системы памяти и ориентации в пространстве говорит о том, что она может играть роль посредника между восприятием и памятью.

## Анатомия
Существует большое количество вариаций в размерах ретроспленальной коры у различных видов животных. У человека она занимает примерно 0,3 % всей поверхности коры, тогда как у кроликов — как минимум 10 %, а у крыс простирается более чем на половину мозга дорсо-вентрально, что делает её одной из крупнейших областей коры. На основе микроклеточной структуры ретроспленальная кора макак делится на агранулярную (30 поле) и гранулярную (29 поле) части.
Ретроспленальная кора имеет мощные реципрокные связи со зрительной корой, поясной корой, с передними ядрами таламуса, гиппокампом и парагиппокампальными областями.

## Нейрофизиология
Нейрофизиологические исследования ретроспленальной коры, в основной своей массе, проводились на крысах. У грызунов, около 8,5 % нейронов ретроспленальной коры являются нейронами направления головы, в то время как активность остальных нейронов коррелирует с такими параметрами как скорость бега. При этом активность нейронов ретроспленальной коры, по большей части, можно соотнести с нескольким таким параметрами одновременно. Например, было показано, что у крыс при прохождении лабиринта, активность нейронов ретроспленальной коры отражает одновременно положение крысы в лабиринте, положение в лабиринте относительно помещения в целом и то поворачивала ли крыса направо или налево.

## Функция
фМРТ исследования на людях указывают на участие ретроспленальной коры в широком диапазоне когнитивных функций, в том числе эпизодической памяти, навигации, воображении будущих событий и обработке обстановки в целом. Исследования на грызунах говорят о важной роли этого региона мозга для формирования и хранения пространственной информации. Ретроспленальная кора особенно отзывчива на постоянные, неподвижные ориентиры в окружающем пространстве, а также вовлечена в их использование, при решении пространственных задач.
Существует предположение, что ретроспленальная кора осуществляет взаимодействие эгоцентрической и аллоцентрической пространственной информации, поскольку анатомически она расположена между гиппокампом (где расположены клетки места, осуществляющие сбор аллоцентрической пространственной информации) и теменной долей коры (которая интегрирует эгоцентрическую сенсорную информацию).
Обследование участников международных чемпионатов по запоминанию при помощи фМРТ показало, что у них активность ретроспленальной коры больше, по сравнению с контрольной группой в процессе запоминания. Предполагается, что это связано с использованием участниками чемпионатов мнемонических техник основных на пространственном воображении, например метода Локи.
При извлечении фактов из автобиографической памяти у людей наблюдается взаимодействие ретроспленальной коры и медиальной височной доли мозга на частоте тета-ритма.

## Патология
Ретроспленальная кора — один из немногих участков мозга повреждение которых вызывает как антероградную, так и ретроградную амнезию. У людей с повреждением ретроспленальной коры наблюдается одна из форм топографической дезориентации, при которой они могут распознавать и идентифицировать ориентиры в окружающем пространстве, но не в состоянии использовать их для ориентирования.
Ретроспленальная кора является одним из первых регионов мозга в которых происходят патологические изменения при болезни Альцгеймера и её продромальной фазе — умеренном когнитивном расстройстве.

## Цитоархитектонические поля по Бродману в которых расположена ретроспленальня кора

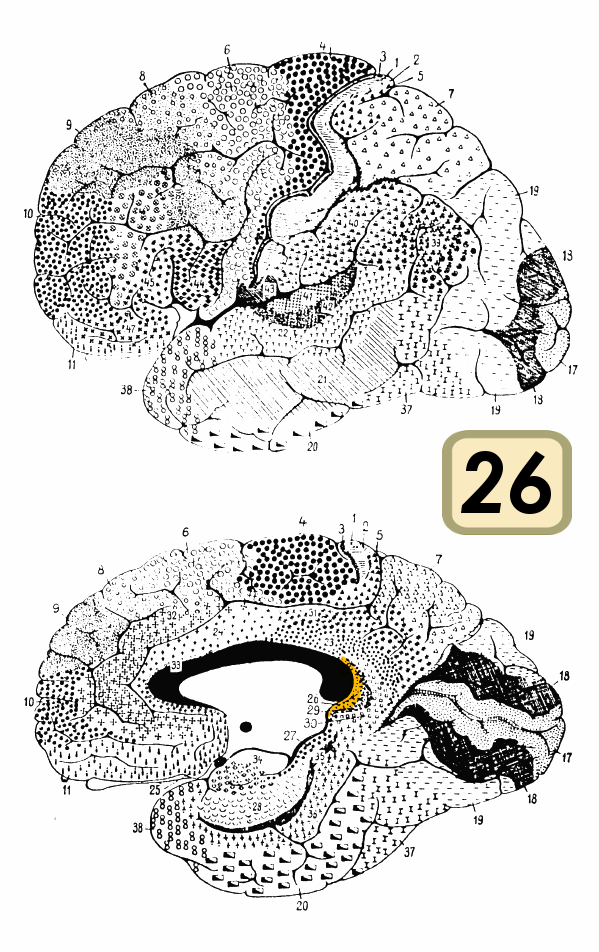
Цитоархитектоническое поле Бродмана 26
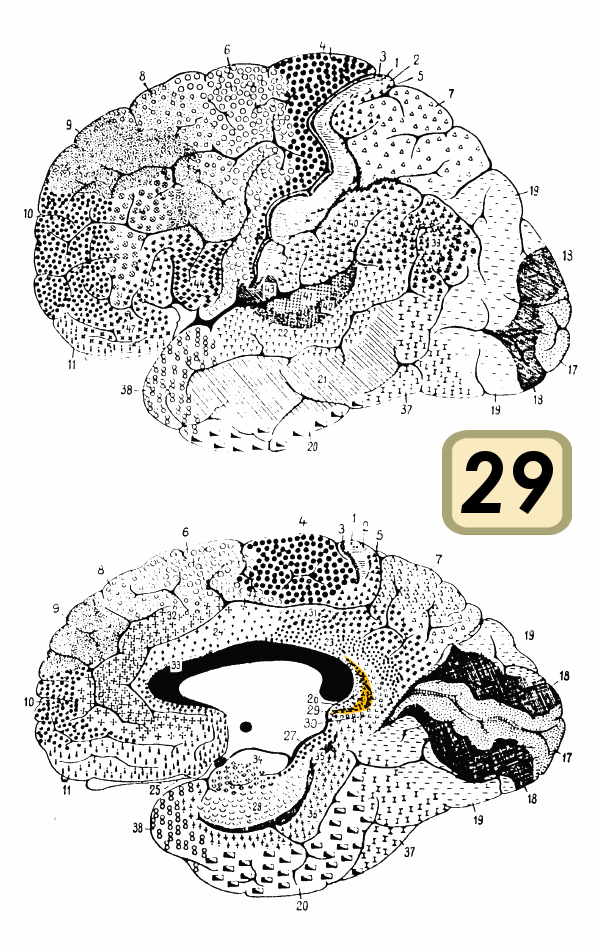
Цитоархитектоническое поле Бродмана 29
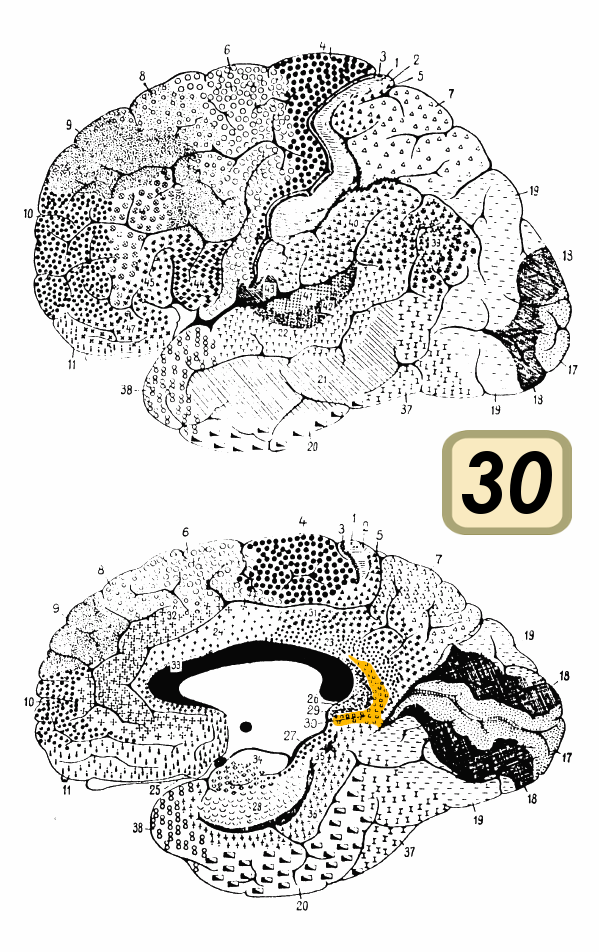
Цитоархитектоническое поле Бродмана 30